# Classe Grajaú
A Classe Grajaú é uma família de navios-patrulha (NPa) da Marinha do Brasil, composta por doze navios construídos pelos estaleiros do Arsenal de Marinha do Rio de Janeiro (AMRJ), Estaleiro Mauá, Peene-Werft GmbH (Wolgast, Alemanha) e Indústria Naval do Ceará (INACE) de acordo com o projeto do estaleiro Vosper-QAF, de Singapura.

## Projeto[1]
O projeto foi comprado no início da década de 1990 pelo Estaleiro Mauá, para participar de uma licitação da MB para dois NPa de 200 toneladas. O Mauá ganhou a licitação e construiu os dois cascos, mas com os problemas pelos quais passou o estaleiro, a construção dos dois navios teve que ser completada no AMRJ. A Marinha encomendou mais 10 unidades, sendo que duas foram construídas no AMRJ, duas no INACE (Ceará), e seis em Peenewerft (Alemanha). As instalações de armamentos foram feitas no AMRJ.

## Missão
Desenvolve tarefas de patrulha e controle de área marítima, fiscalização dos recursos e das atividades de pesquisa no Mar Territorial, Zona Contígua e na Zona Econômica Exclusiva e Controle e Segurança das Plataformas de Petróleo no mar. Os navios se destacam pela facilidade de operação, tendo uma ótima manobrabilidade, desempenho e confiabilidade de seus sistemas e armamento. Seus motores são de alta confiabilidade de sistemas e armamentos, com velocidade de até 26 nós, permitindo o patrulhamento ágil e eficiente.

## Lista de navios da Classe
| Número de amura | Nome do navio | Lançamento             | Comissionamento         | Estaleiro        |
| --------------- | ------------- | ---------------------- | ----------------------- | ---------------- |
| P-40            | Grajaú        | 21 de maio de 1993     | 01 de dezembro de 1993  | AMRJ             |
| P-41            | Guaíba        | 10 de dezembro de 1993 | 12 de setembro de 1994  | AMRJ             |
| P-42            | Graúna        | 10 de novembro 1993    | 15 de agosto de 1994    | Estaleiro Mauá   |
| P-43            | Goiana        | 26 de janeiro de 1994  | 26 de fevereiro de 1997 | Estaleiro Mauá   |
| P-44            | Guajará       | 24 de outubro de 1994  | 28 de abril de 1995     | Peene-Werft GmbH |
| P-45            | Guaporé       | 24 de janeiro de 1995  | 29 de agosto de 1995    | Peene-Werft GmbH |
| P-46            | Gurupá        | 11 de maio de 1995     | 25 de setembro de 1995  | Peene-Werft GmbH |
| P-47            | Gurupi        | 6 de setembro de 1995  | 23 de abril de 1996     | Peene-Werft GmbH |
| P-48            | Guanabara     | 5 de novembro de 1997  | 9 de julho de 1999      | INACE            |
| P-49            | Guarujá       | 24 de abril de 1998    | 30 de novembro de 1999  | INACE            |
| P-50            | Guaratuba     | 16 de junho de 1999    | 1º de dezembro de 1999  | Peene-Werft GmbH |
| P-51            | Gravataí      | 26 de agosto de 1999   | 17 de fevereiro de 2000 | Peene-Werft GmbH |

## Características[14]
Dimensões

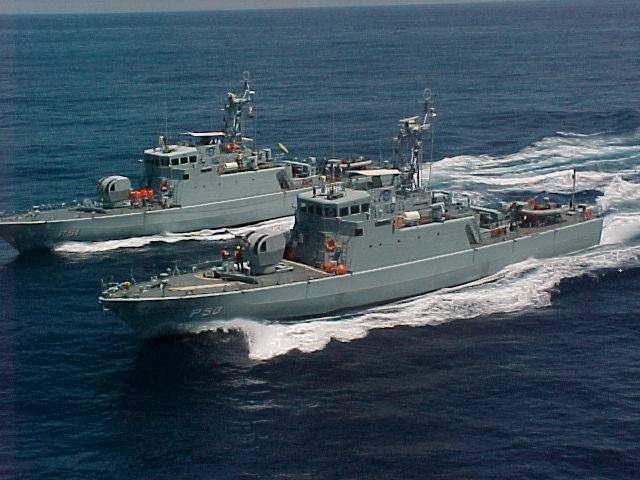
O NPa Guaratuba (P-50) em formação com o NPa Gravataí (P-51).

- Deslocamento: 197 ton (padrão), 217 ton (carregado) [15]
- Dimensões (metros): comprimento 46,5; boca 7,5; calado 2,3
- Tripulação: 29 homens (4 oficiais e 25 praças)

Desempenho
- Velocidade (nós): 26 (máxima) [16]
- Propulsão: 2 motores diesel MTU 16V 396 TB94 de 2.740 bhp cada
- Autonomia: 4.000 mm a 12 nós; 10 dias em operação contínua

Sistemas de armas
- Armamento:
- 1 canhão Bofors 40 mm  L/70  com 12km de alcance
- 2 canhões automáticos Oerlikon 20 mm com 2km de alcance, em dois reparos simples. Os sete ultimos barcos foram equipados com canhões Oerlikon/BMARC mais modernos.

Equipamentos
- 1 lancha tipo (RHIB), para 10 homens

- 1 bote inflável para 6 homens
- 1 guindaste para 620 kg